# Dălgaci, Tărgoviște
Dălgaci (în bulgară Дългач) este un sat în comuna Tărgoviște, regiunea Tărgoviște,  Bulgaria. 

## Demografie
Componența etnică a satului Dălgaci
     Turci (1,8%)
     Bulgari (7,2%)
     Nicio identificare (54,6%)
     Altele (36,4%)
La recensământul din 2011, populația satului Dălgaci era de 500 locuitori. Nu există o etnie majoritară, locuitorii fiind bulgari (7,2%) și turci (1,8%). Pentru 54,6% din locuitori nu este cunoscută apartenența etnică.